# Pilosella anchusoides
Pilosella anchusoides — вид квіткових рослин з родини айстрових (Asteraceae). Вид зростає в Європі: Німеччина, Швейцарія, Франція (у т. ч. Корсика), пн. Італія; це багаторічна рослина помірних біомів.